# Премия по экономике памяти Альфреда Нобеля

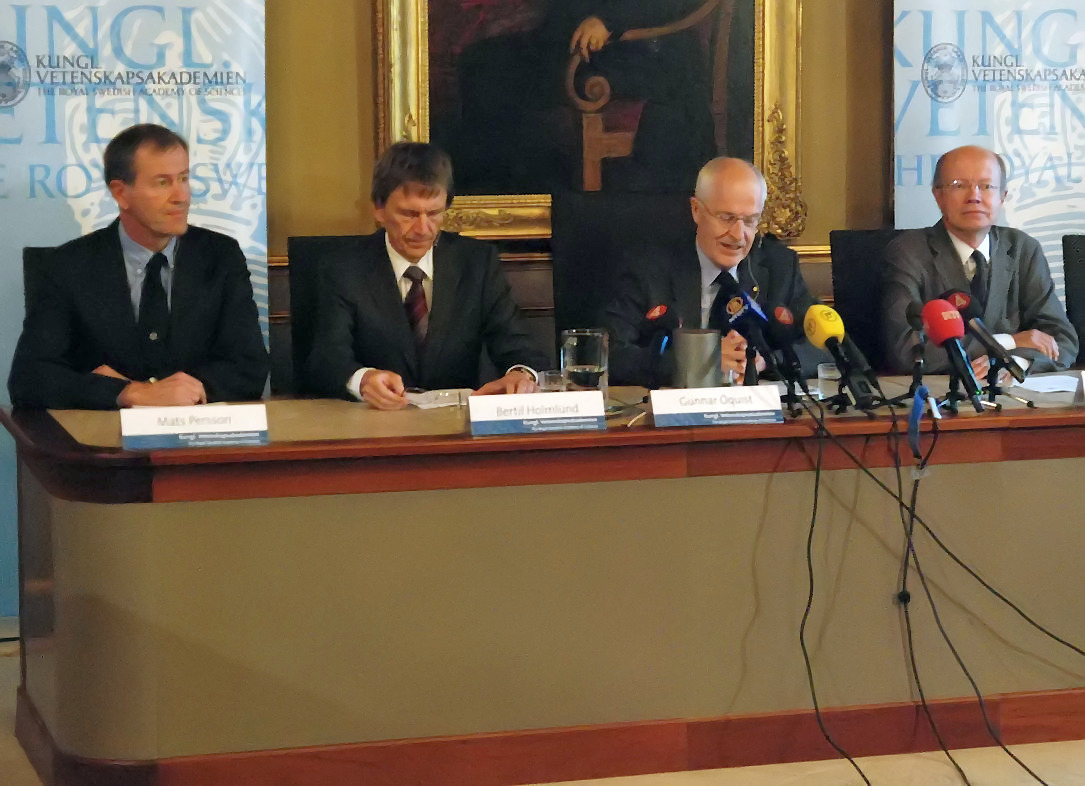
Объявление лауреата Нобелевской премии по экономике 2008 года

Пре́мия Шве́дского национа́льного ба́нка по экономи́ческим нау́кам па́мяти А́льфреда Но́беля (швед. Sveriges Riksbanks pris i ekonomisk vetenskap till Alfred Nobels minne), неофициально Но́белевская пре́мия по эконо́мике — премия, учреждённая Банком Швеции в память Альфреда Нобеля и вручаемая за достижения в области экономических наук. Премия присуждается один раз в год Шведской королевской академией наук. Является самой престижной премией в области экономики. В отличие от остальных премий, вручаемых на церемонии награждения нобелевских лауреатов, данная премия не является наследием Альфреда Нобеля.
Учреждена в 1969 году. По состоянию на 2024 год премия присуждалась 56 раз, при этом ею были награждены 96 учёных-экономистов.
Лауреат Нобелевской премии по экономике объявляется во второй понедельник октября. Церемония вручения премии проходит в Стокгольме 10 декабря каждого года в Стокгольмской ратуше.

## Кто может выдвигать кандидатов
Согласно уставу Нобелевского фонда, выдвигать кандидатов могут следующие лица:
1. члены Королевской Шведской академии наук;
2. члены комитета мемориальной премии А. Нобеля в области экономики;
3. лауреаты премий памяти А. Нобеля в области экономики;
4. постоянно работающие профессора соответствующих дисциплин университетов и вузов Швеции, Дании, Финляндии, Исландии и Норвегии;
5. заведующие соответствующими кафедрами по меньшей мере шести университетов или институтов, выбранных Академией наук;
6. другие учёные, от которых Академия сочтёт нужным принять предложения.

Решения в отношении выбора преподавателей и учёных, указанных в пунктах 5 и 6, должны приниматься ежегодно до конца сентября.

## Процесс выбора лауреата
Процесс выбора лауреата очередной премии включает следующие этапы:
1. Нобелевский комитет высылает около 3000 форм установленного образца для заполнения известным учёным, которых Нобелевский фонд счёл достойными для участия в выборах лауреата премии (сентябрь года, предшествующего вручению премии).
2. Нобелевский комитет обрабатывает полученные уже заполненные формы (последний срок получения — 31 января) и отбирает кандидатов, упомянутых хотя бы несколько раз (обычно 250—350 учёных) (февраль).
3. Нобелевский комитет предлагает специально отобранным экспертам оценить работы кандидатов на премию (март — май).
4. Нобелевский комитет составляет сообщение Шведской королевской академии наук на основании полученных от экспертов отзывов. Сообщение подписывается всеми членами комитета (июнь — август)
5. Нобелевский комитет подаёт своё сообщение в академию; сообщение обсуждается на 2 заседаниях экономической секции академии (сентябрь).
6. Королевская Шведская академия наук выбирает лауреата большинством голосов; выбор считается окончательным и не подлежащим обсуждению; объявляется лауреат премии (октябрь).
7. Лауреат получает премию на торжественной церемонии в Стокгольме вместе с лауреатами по другим наукам (10 декабря).

## Критика
Нобелевскую премию не получили крупнейшие экономисты (например, Дж. Робинсон, Н. Калдор, А. Лернер, Д. Патинкин), по существу, из-за того, что умерли, не дожив до присуждения им награды по совокупности научных заслуг. В. В. Леонтьев 14 апреля 1997 года отмечал: «…продолжение деятельности Нобелевского комитета проблематично. Думаю, что уже сейчас его внимание постепенно переключается с экономистов-теоретиков на институциональных экономистов. И теперь возникает проблема, поскольку в конкретных экономических исследованиях можно, по крайней мере, говорить о какой-то иерархии, а также крупных шагах вперёд, прорывах, тогда как в институциональной школе я действительно не вижу никаких крупных прорывов».
Потомки основателя Нобелевской премии не поддерживают номинацию в области экономики: «Эту премию следует критиковать по двум причинам. Во-первых, это сбивающее с толку вторжение в понятие „Нобелевская премия“ и всё, что это значит. Во-вторых, премия банка односторонне награждает западные экономические исследования и создание теорий. Завещание Альфреда Нобеля не являлось причудой, оно было продумано. Его письма свидетельствуют о том, что он не любил экономистов. <…> Я не силен в экономике, я ничего не знаю об отдельных лауреатах. Но что-то здесь должно быть неправильно: премией награждают западных экономистов, исследования и выводы которых направлены на происходящее под их влиянием здесь. Я могу представить саркастические высказывания Альфреда Нобеля, если бы он услышал о таких лауреатах», — пишет доктор юриспруденции Петер Нобель.